# Zhendao
Zhendao (chiń. 真道; pinyin Zhēndào; dosł. „Prawdziwa Droga”), w Stanach Zjednoczonych funkcjonujący pod nazwą Kościoła Boga Zbawiciela (God’s Salvation Church) – nieistniejący obecnie millenarystyczny nowy ruch religijny oparty na fenomenie UFO, założony w latach 90. na Tajwanie przez socjologa Chen Hon-Minga.
Doktryna zhendao stanowiła mieszankę elementów zaczerpniętych z buddyzmu, chrześcijaństwa i taoizmu. Założyciel ruchu, emerytowany profesor socjologii, w swoich publikacjach i wystąpieniach głosił doktrynę będącą mieszanką buddyjskiej nauki o karmie, chrześcijańskich wizji nadchodzącej apokalipsy i pseudonaukowych teorii o starożytnych cywilizacjach. Jako zdeklarowany antykomunista prorokował bliski wybuch wojny światowej, w której Chińska Republika Ludowa zostanie zniszczona bombami atomowymi.
W 1996 roku wyznawcy Chena zostali wezwani, by sprzedać swoje majątki i podążyć za liderem na farmę koło Garland w Teksasie, gdzie miał zacząć się koniec świata. Ostatecznie na farmie osiadło 80 osób, przyciągających uwagę charakterystycznymi uniformami: białym garniturem i kowbojskim kapeluszem. Dwójka dzieci należących do sekty została ogłoszona reinkarnacjami Buddy i Jezusa. Chen zapowiadał, iż 31 marca 1998 roku Bóg ogłosi w telewizji swój powrót na Ziemię, po czym przybędzie w latającym spodku. Świat miał być wówczas zniszczony w wojnie nuklearnej, a wyznawcy zabrani statkami kosmicznymi do niebiańskiego królestwa. W dniu zapowiadanej apokalipsy na farmę pod Garland ściągnęły tłumy gapiów, protestujących działaczy antysekciarskich, a całe miejsce zostało otoczone przez policję, obawiającą się zbiorowego samobójstwa.
Po nienadejściu zapowiadanego końca świata ruch stopniowo rozpadł się. Większość wyznawców wróciła na Tajwan.